# Avions Voisin C25

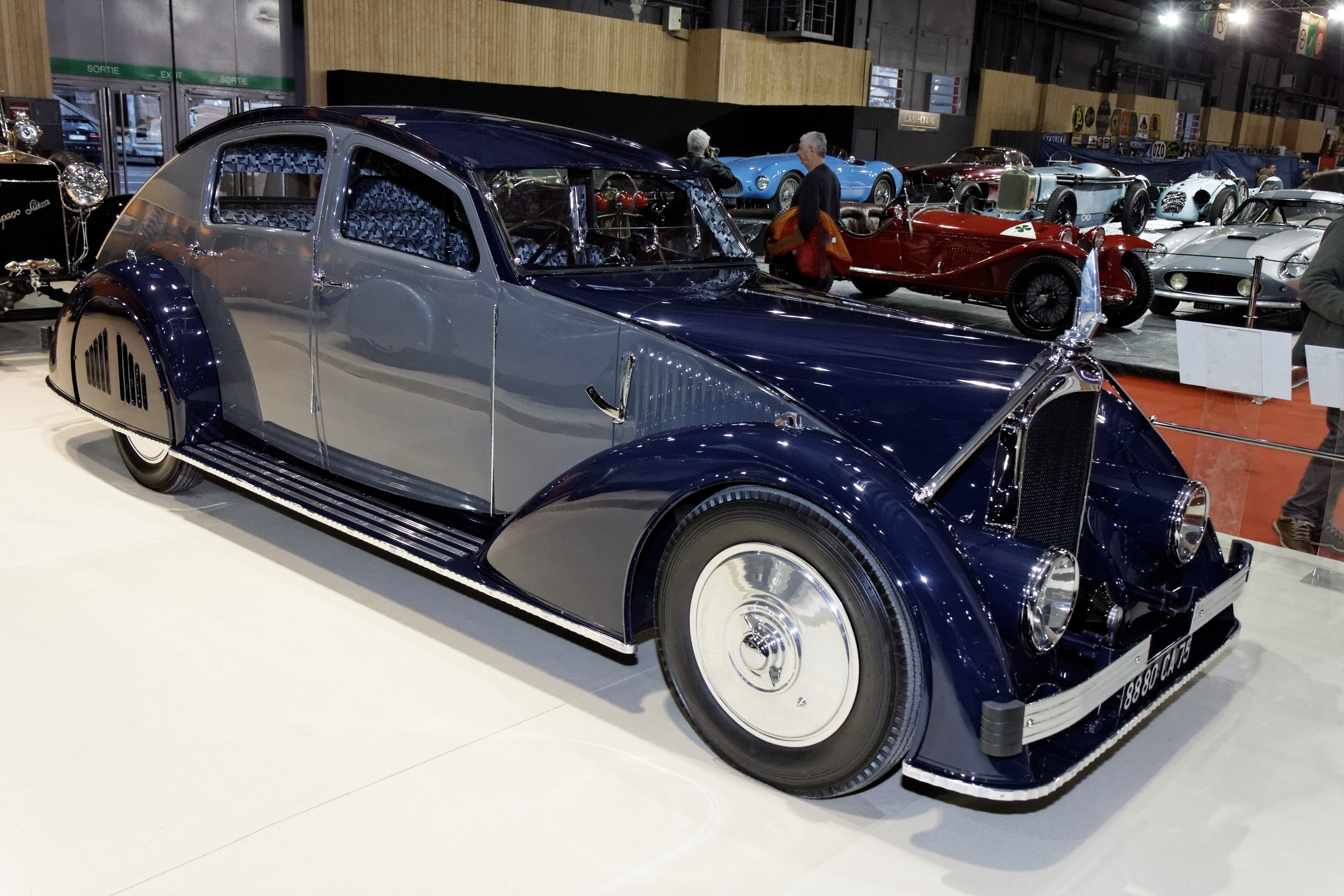
Avions Voisin C25 Aerodyne. 1934

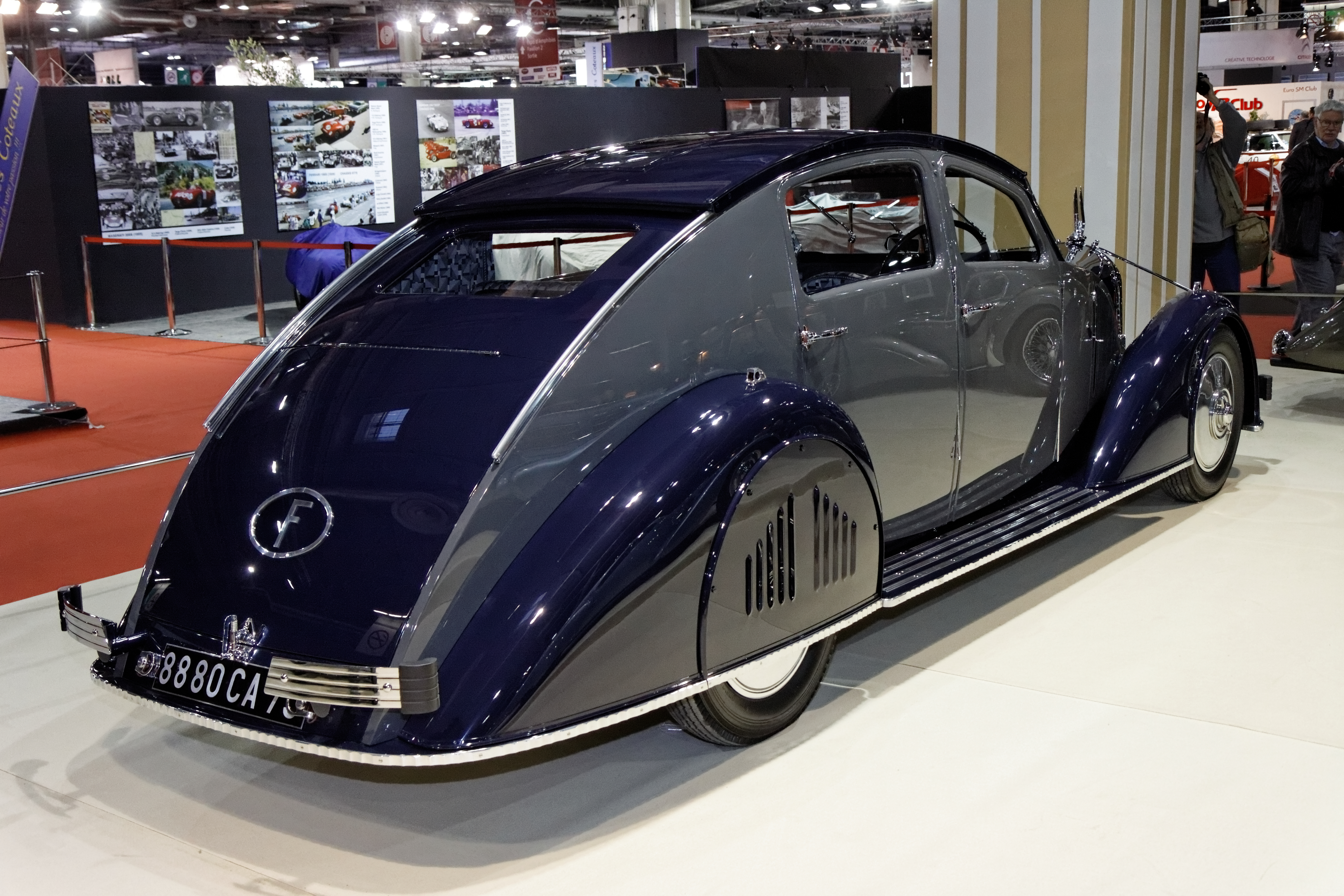
Avions Voisin C25 Aerodyne. 1934

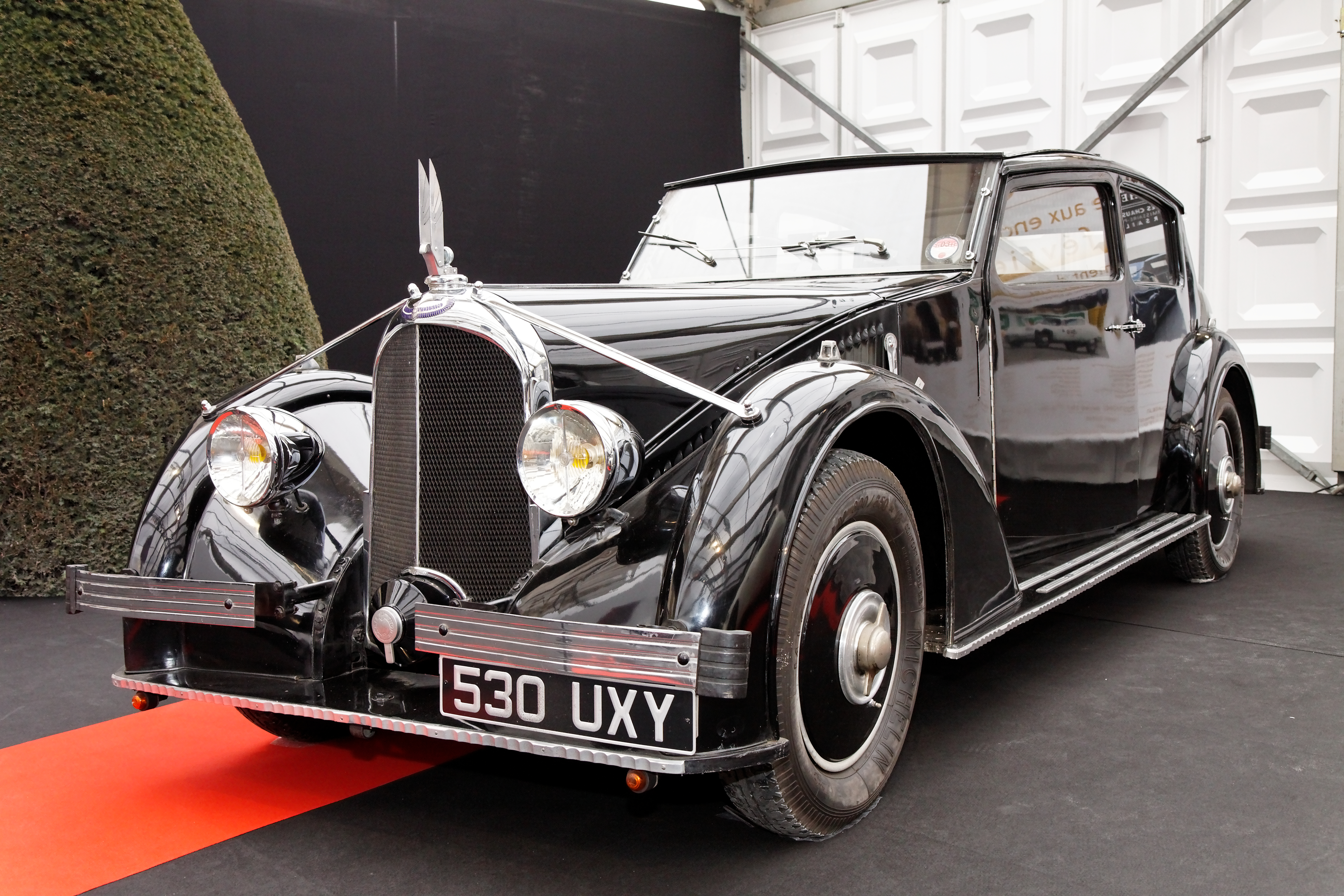
Avions Voisin C25 Cimier. 1935

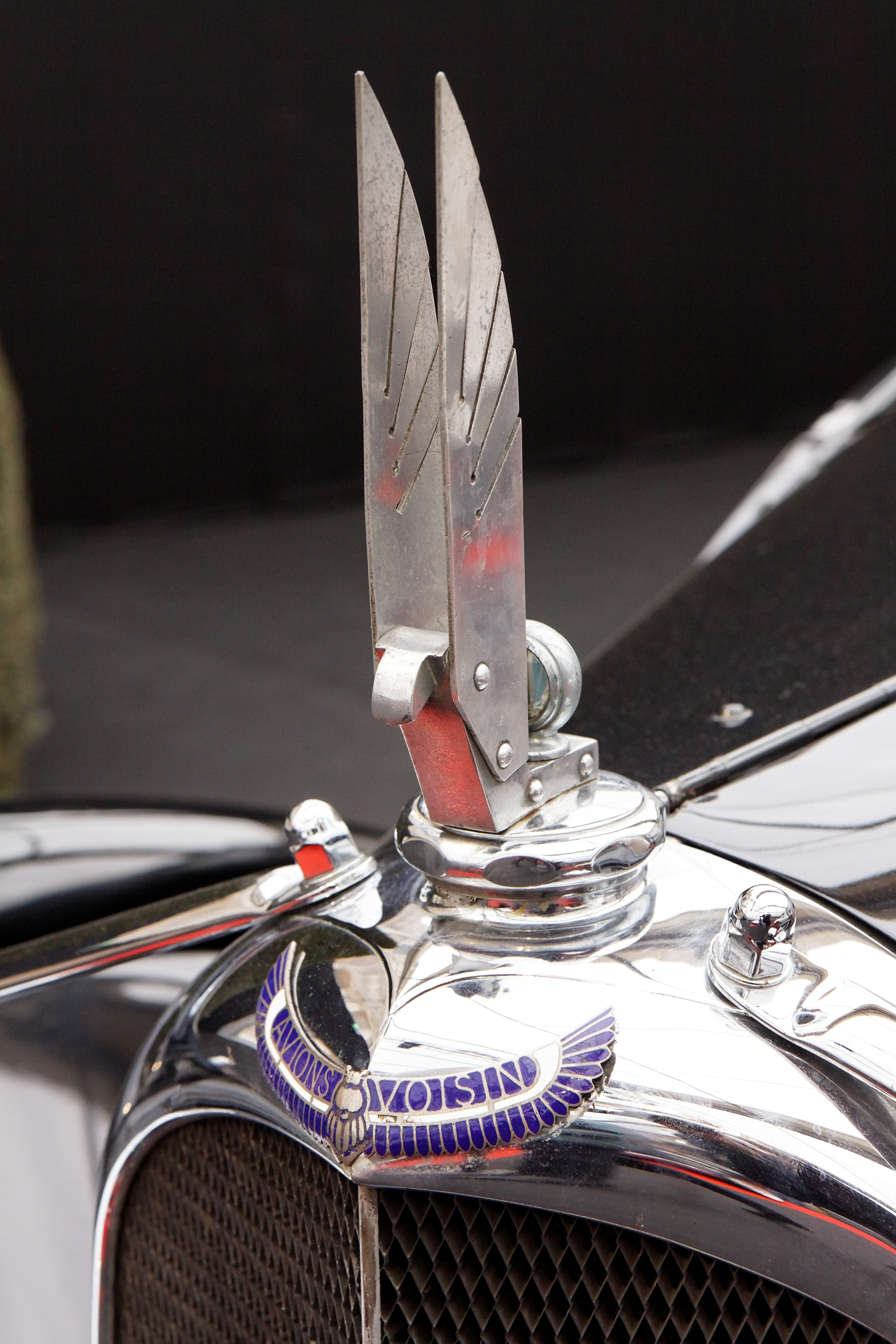
Оздоблення радіатора Avions Voisin

Avions Voisin C25 виготовлявся французькою компанією Avions Voisin з 1934-1937 роках. Це були автомобілі люкс-класу, що конкурували з моделями 1936 Bugatti Type 57 Galibier (1936), Alfa Romeo 6C 2300 Berlina (1935), Hispano-Suiza H6 (1935).

## Історія
Модель С25 на шасі Bob з кузовом з алюмінієвого листа спроектував Габріель Вуазен (фр. Gabriel Voisin). На 1933 авто вищого класу набули аеродинамічних рис і моделі Avions Voisin на їхньому фоні виглядали дещо застарілими Прототип моделі С25 виготовили до літа 1934, а вже у жовтні 1934 модель була презентована на Паризькому автосалоні, де зіркою став передньопривідний Citroën Traction Avant.
шасі "Surmeltem" від попередньої моделі C24 з безклапанним мотором об'ємом 2994 см³ модернізували. Нове шасі C25 "Bob" відрізнялось мотором з більш високою компресією і двома карбюраторами Zenith. 2-ступінчаста коробка передач була оснащена електромагнітним пристроєм перемикання передач. На час випуску моделі С25 компанія Avions Voisin відчувала фінансові проблеми через обмежений попит в часи Великої депресії.
Було виготовлено 28 шасі С25 з п'ятьма типами кузовів. Aerodyne - 4-дверний аеродинамічний кузов седан (7 екз.), Cimier - 2-дверний 4-місний більш класичний кузов купе. Оздоблення інтер'єру виконували у стилі ар-деко з розташуванням приладів у авіастилі на листі алюмінію. Люк на даху кузова Aerodyne мав гідропривід відкривання.
Подальшою розробкою Габріеля Вуазена була Voisin C27 Aerosport Coupe.
Вартість C25 Aérodyne становила 88.000 франків при вартості Bugatti Type 57 - 70.000 франків, Citroën Traction 11 Légère - 22.000 франків.

## Технічні дані Avions Voisin С25
|                               |                                                       |
| Розміри                       | Параметри                                             |
| Роки випуску:                 | 1934-1937                                             |
| Колісна база:                 | 3284 мм                                               |
| Передня підвіска:             | жорстка вісь                                          |
| Задня підвіска системи Вуазен | еліптичні пружини, Регульовані амортизатори           |
| Шасі:                         | штампована сталь                                      |
| Маса порожнього:              | 1600 кг                                               |
| Мотор                         | 1×6-циліндровий рядний безклапанний, два карбюратори  |
| Потужність мотора:            | 90 к.с. при 3500 об/хв                                |
| Об'єм мотора                  | 2994 см³                                              |
| Щеплення:                     | КП 2-ступінчаста, електромагнітний привід перемикання |
| Швидкість:                    | 135 км/год.                                           |
| Конструктор:                  | Габріель Вуазен                                       |